# Pseudogastromyzon fangi
Pseudogastromyzon fangi är en fiskart som först beskrevs av Nichols, 1931.  Pseudogastromyzon fangi ingår i släktet Pseudogastromyzon och familjen grönlingsfiskar. IUCN kategoriserar arten globalt som livskraftig. Inga underarter finns listade i Catalogue of Life.